# Ateneu Hortenc
Ateneu Hortenc o Ateneu Cultural Hortenc és una entitat cívica del barri d'Horta, Barcelona, fundada el 1863 amb l'objectiu principal de proporcionar a la gent obrera una instrucció i una possibilitat de distracció lúdiques i culturals.
Va ser creada per un grup de veïns d'Horta que es reunien al cafè Can Balada. El primer local social que va tenir l'entitat va ser a una planta baixa de la plaça major, avui de Santes Creus. El primer president fou el senyor Manel Bartoneus i Rovira, el qual va fer un reglament que fou aprovat pels socis, en la junta general l'any 1873. El 1888 prengué el nom de Círculo Hortense, i el canvià altre cop el 1921 pel d'Ateneu Obrer Hortenc, El 1926 l'entitat comprà l'edifici del carrer Pere Pau, número 8, que serà la seva seu fins a l'actualitat.
Després de la guerra civil fou l'Ateneo Cultural Hortense. L'entitat estigué clausurada durant 3 anys perquè s'hi trobà una bandera republicana, i es tornà a obrir amb la condició que la Junta fos del Movimiento.
El 1998 va rebre la Medalla d'Honor de Barcelona i el 2002 va rebre la Creu de Sant Jordi per la tan positiva contribució al seu progrés des de la consolidació del seu teixit associatiu. En aquesta tasca, desenvolupada a partir de diverses activitats, hi destaca també l'afany d'un millor coneixement del país mitjançant l'organització de visites d'interès històric i cultural per diversos punts del territori. Actualment compta amb 250 socis.